# Kostel svatého Jakuba Většího (Miłosław)

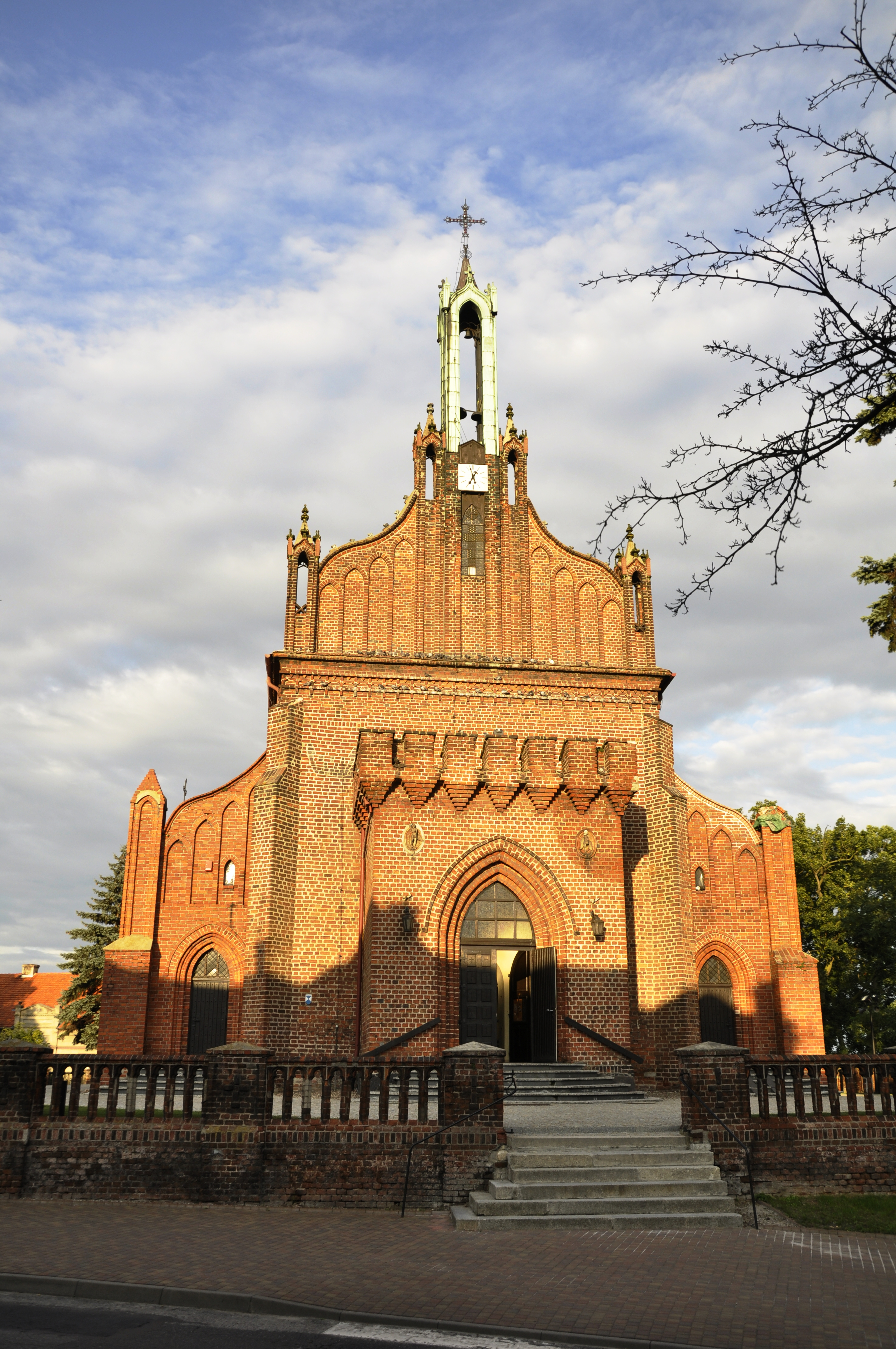
Kostel svatého Jakuba Většího

Kostel svatého Jakuba Většího v Miłosławi (gmina Miłosław, okres Września), polsky kościół św. Jakuba Większego Apostoła, je farní kostel stojící na ulici Kościelna v centru města.

## Historie a popis
Kostel byl postaven v pozdně gotickém slohu kolem roku 1620 z iniciativy Łukasze Górkého a sloužil luteránům. Katolíci ho převzali v roce 1629. V letech 1843–1845 byl přestavěn podle návrhu Seweryna Mielżyńského v neogotickém stylu. Z tohoto období pochází kazetový strop a kruchta. V letech 1912–1913 byly přistavěny boční lodě a kaple rodiny Kościelských (architekt Roger Sławski). V chrámu se nachází renesanční oltář z období okolo roku 1620. Interiér kostela pochází ze 17. a 18. století. Kněžiště má čtyři okna s vitrážemi zobrazujícími sv. Jakuba, sv. Stanislava, sv. Sofii a sv. Vladislava. Vedle kostela stojí neogotická zvonice postavená kolem roku 1850, na které visí čtyři zvony.
Na hřbitově je pohřební kaple rodiny Mielżyńských a hrob manželky polského básníka a etnografa Teofila Lenartowicze, který je autorem epitafu na jejím náhrobku.
V průběhu 2. světové války byl kostel z příkazu nacistů uzavřen a znovu otevřen až 4. března 1945. V roce 1970 byla stavba zařazena pod číslem 954/A mezi chráněné památky.

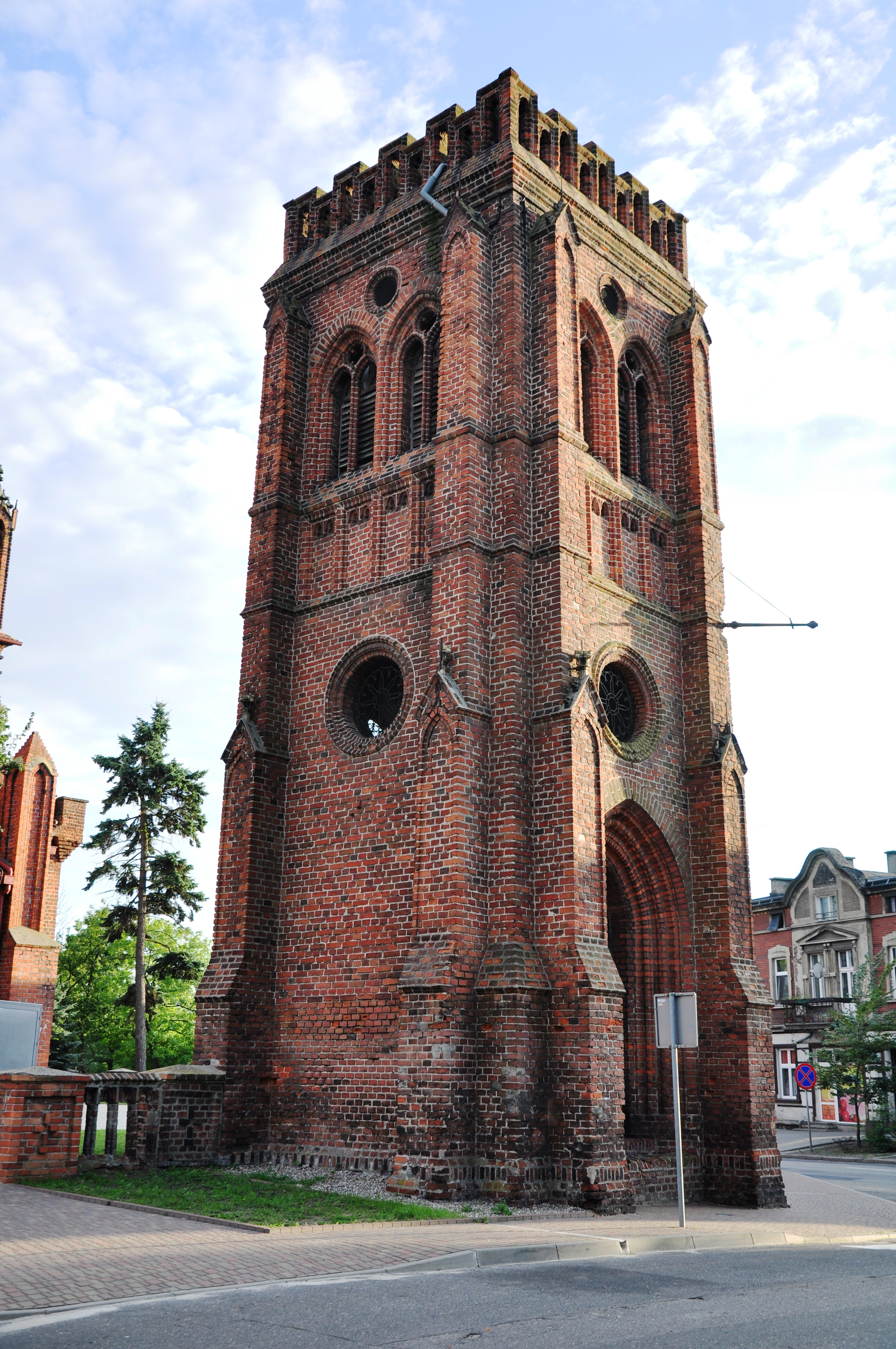
Zvonice
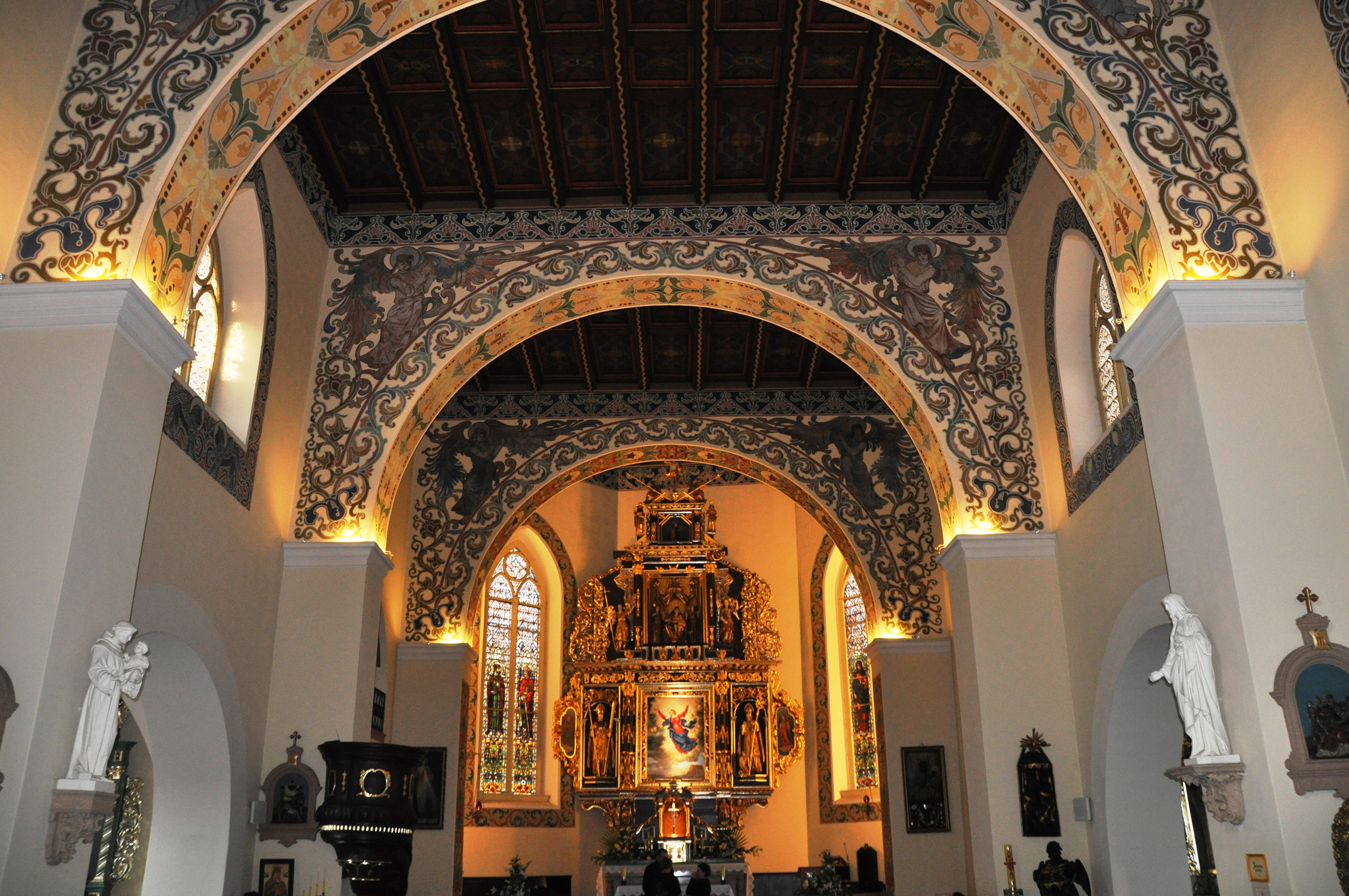
Hlavní loď a oltář
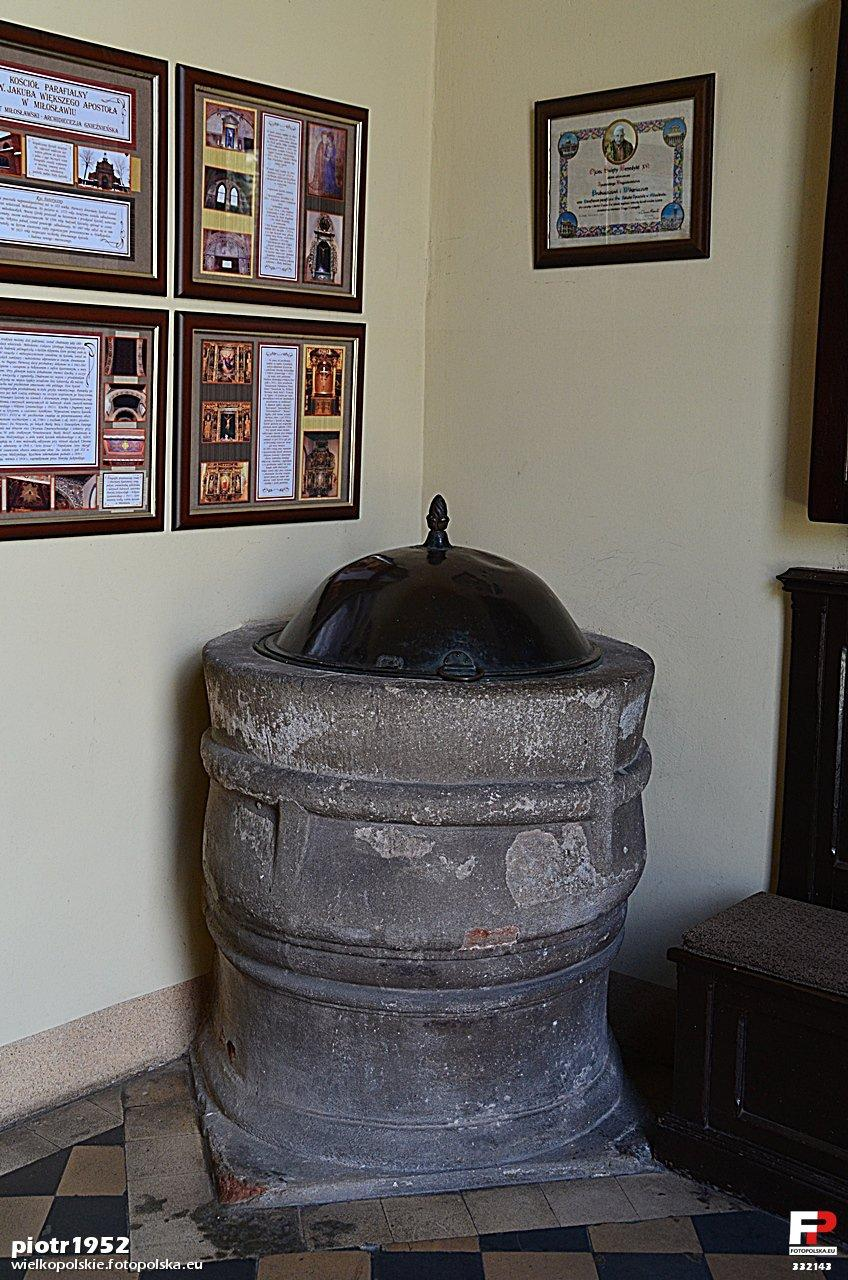
Křtitelnice